# Hanele
Hanele je psychologické drama Karla Kachyni z roku 1999 natočené podle povídky Ivana Olbrachta O smutných očích Hany Karadžičové. Scénář k filmu napsala Jana Dudková, hudbu složil Petr Hapka.

## Obsazení
| Lada Jelínková  | Hanele Šafarová |
| Táňa Fischerová | maminka         |
| Jiří Ornest     | tatínek         |
| Miroslav Noga   | Ivo Karadžič    |
| Milan Lasica    | děd Šafar       |